# Еди де Винд
Еди де Винд (на нидерландски: Eddy de Wind) е холандски лекар, психиатър и психоаналитик, оцелял от Холокоста в Аушвиц, и автор на мемоари за този период.

## Биография и творчество
Елиазар „Еди“ де Винд е роден на 6 февруари 1916 г. в Хага, Холандия, в еврейско семейство на търговци. Когато е 3-годишен баща му умира от мозъчен тумор. Следва медицина в университета в Лайден и успява да завърши следването си въпреки германската окупация през Втората световна война и изгонването на еврейските студенти от университетите. В Амстердам започва следва специализация за психоаналитик.
На 14 февруари 1941 г.в еврейския квартал на Амстердам е убит холандския сътрудник на нацистите Хендрик Кут. В отговор на убийството са арестувани 427 еврейски мъже и са отведени в Шорл. Еди де Винд симулира заболяване от туберкулоза и е освободен с няколко други, а останалите мъже са транспортирани в концлагера Маутхаузен. В резултат на репресиите, от 24 до 27 февруари, с подкрепата на Комунистическата партия, е организирана масова стачка, което още повече влошава положението на евреите като те са откарани на принудителна работа и е конфискувана собствеността им.
Когато майка му е арестувана и транспортирана до транзитния лагер във Вестерборк, за да я защити от депортация, и по съвет на Юденрат (Еврейският съвет), той се включва доброволно като лекар в лагера. Но когато пристига във Вестерборк майка му вече е транспортирана в Аушвиц със съпруга си и доведения си син. Във Вестерборк работи с немската медицинска сестра Фридел Коморник, за която се жени в лагера. На 14 септември 1943 г. те също са депортирани в Аушвиц.
В Аушвиц оцелява чрез работата си в болницата на лагера, а с помощта на лекаря на концентрационния лагер Йозеф Менгеле спасява и съпругата си. През януари 1945 г. лагерът е евакуиран в Марша на смъртта, но той се скрива под една от казармите и изчаква освобождението от съветската армия. По молба на руските лекари остава там още 5 месеца, за да помогне на холандските болни. Едновременно продължава да пише своите мемоари, може би единствените, писани в концлагер.
След освобождението на Холандия, след одисея през Източна Европа и през Средиземно море, стига до Енсхеде на 24 юли 1945 г. Там се среща със съпругата си, която е оцеляла от марша на смъртта. След завръщането си те преместват в къща в Амстердам, но трудно преодоляват трвмата от войната. Разделят се през 1957 г. Еди де Винд се жени повторно и има три деца – двама сина и дъщеря.
Мемоарите му „Последна спирка Аушвиц“ са публикувани през 1946 г. В него описва хората и преживяванията им в Аушвиц – на затворниците, на охраната, на оградите, на храната, на татуировките, на душовете и на касапницата.
В Холандия специализира като психиатър и психоаналитик, и лекува оцелели от нацистките лагери. През 1949 г. публикува статията „Конфронтация със смъртта“, в която представя наблюденията си за т.нар. „синдром на концентрационния лагер“ или „вина на оцелелия“, от който страда и самият той. Счита, че травмите от войната не завършват със смъртта на засегнатите, а се предават през поколенията. Основава фондация за изследване на психологическите последици от войната.
Става търсен експерт и лектор, както по въпроса за синдрома, а също и във втората си специалност – секс изследвания. Води кампания за образование и контрацепция в училищата и основава през 1970 г. независимата фондация за аборти MR70.
През 1984 г. получава кралска награда и Офицерски кръст на Ордена за заслуги на Оранж-Насау.
Еди де Винд умира от сърдечна недостатъчност на 27 септември 1987 г. в Амстердам, Холандия.

## Произведения
- Ich blieb in Auschwitz – Aufzeichnung eines Überlebenden (1943 – 1945)
- Eindstation Auschwitz (1946)
Последна спирка Аушвиц, изд.: „Сиела“, София (2020), прев. Христо Димитров
- Begegnung mit dem Tod (1968)
- Perversion oder Liebe: Was ist in der Sexualität noch normal? (1971)
- Psychoanalytische behandeling van ernstig getraumatiseerden (1982)
- Psychische und soziale Faktoren der Traumatisierung durch Krieg und Verfolgung (1986)
- Tot in het derde en vierde geslacht (1985)